# Deidra e Laney rapinano un treno (film 2017)
Deidra e Laney rapinano un treno (Deidra & Laney Rob A Train) è un film poliziesco del 2017 diretto da Sydney Freeland.

## Trama
Dopo che la loro madre viene messa in prigione, Deidra e Laney, due adolescenti con pochi mezzi e molte speranze, devono inventarsi qualcosa per riuscire a pagare le bollette. Decidono, cosi, di rapinare treni.

## Distribuzione
Il film è stato presentato in anteprima mondiale al Sundance Film Festival il 23 gennaio 2017. È stato  distribuito il 17 marzo 2017 da Netflix.